# Плотность энергии
Пло́тность эне́ргии — скалярная физическая величина, количество энергии на единицу объёма. Может обозначаться буквами {\displaystyle w}, {\displaystyle u}, {\displaystyle \rho _{E}} и другими. В СИ измеряется в Дж/м3.

## Плотность энергии упругого тела
При линейной деформации плотность энергии, запасаемая упругим телом, равна:
{\displaystyle w={\frac {1}{2}}\tau _{ij}\varepsilon _{ij}={\frac {1}{2}}c_{ijkl}\varepsilon _{ij}\varepsilon _{kl}}
где {\displaystyle \varepsilon _{ij}} — тензор деформации, {\displaystyle \tau _{ij}} — тензор напряжений, {\displaystyle c_{ijkl}} — тензор упругости.
В простейшем случае (сжатие-растяжение) плотность упругой энергии равна
{\displaystyle w={\frac {E\varepsilon ^{2}}{2}}}
где {\displaystyle \varepsilon } — относительная деформация, {\displaystyle E} — модуль Юнга.

## Плотность энергии идеального газа
Плотность энергии идеального газа может быть вычислена через давление, либо через молекулярную/молярную плотность и температуру:
{\displaystyle w={\frac {1}{\gamma -1}}p={\frac {1}{\gamma -1}}nkT={\frac {1}{\gamma -1}}\nu RT={\frac {1}{\gamma -1}}{\frac {\rho }{M}}RT},
где {\displaystyle p} — давление газа, {\displaystyle \gamma } — показатель адиабаты, {\displaystyle n} — число молекул в единице объёма, {\displaystyle k} — постоянная Больцмана, {\displaystyle T} — абсолютная температура, {\displaystyle \nu } — молярная плотность, {\displaystyle R} — газовая постоянная, {\displaystyle \rho } — плотность, {\displaystyle M} — молярная масса.

## Плотность энергии фотонного газа
Плотность энергии фотонного газа (равновесного излучения абсолютно чёрного тела), имеющего температуру {\displaystyle T}, равна:
{\displaystyle w=\left({\frac {\pi ^{2}k^{4}}{15c^{3}\hbar ^{3}}}\right)T^{4}={\frac {4}{c}}\sigma T^{4}}, где σ — постоянная Стефана — Больцмана.
Здесь {\displaystyle \hbar } — редуцированная постоянная Планка, {\displaystyle c} — скорость света в вакууме.

## Плотность энергии в теории относительности
В специальной теории относительности плотность энергии является {\displaystyle tt}-компонентой тензора энергии-импульса.

## Плотность электромагнитной энергии
Плотность энергии электромагнитного поля может быть выражена через параметры электрического и магнитного полей.
В СИ: {\displaystyle w={\frac {\mathbf {E} \cdot \mathbf {D} }{2}}+{\frac {\mathbf {B} \cdot \mathbf {H} }{2}}};
В СГС: {\displaystyle w={\frac {\mathbf {E} \cdot \mathbf {D} }{8\pi }}+{\frac {\mathbf {B} \cdot \mathbf {H} }{8\pi }}},
где {\displaystyle \mathbf {E} } — напряжённость электрического поля, {\displaystyle \mathbf {H} } — напряжённость магнитного поля, {\displaystyle \mathbf {D} } — вектор электрической индукции, {\displaystyle \mathbf {B} } — вектор магнитной индукции.

## Плотность энергии различных систем
В таблице приведена плотность энергии замкнутых систем, включая дополнительные внешние компоненты, такие как окислители или источники тепла, но исключая энергию покоя системы в конечном состоянии. 1 МДж ≈ 278 Вт·ч.
| Название                                                                         | Плотность энергии на единицу массы (МДж/кг) | Плотность энергии на единицу массы (Вт⋅ч/кг) | Плотность энергии на единицу объёма (МДж/л) | Практическая эффективность использования % |
| -------------------------------------------------------------------------------- | ------------------------------------------- | -------------------------------------------- | ------------------------------------------- | --- |
| Аннигиляция материя + антиматерия                                                | до 89 875 517 873,681 764 (точно) ≈ 9⋅1010  | 24 965 421 631 578,26(7) ≈ 25⋅1012           |                                             | Зависит от вступающих в реакцию частиц, электроны и позитроны аннигилируют полностью, при аннигиляции барионов часть энергии в конечном счёте уносят нейтрино |
| Слияние ядер водорода                                                            | 645 000 000                                 | 179 310 000 000                              | ~1–10⋅1012 (в ядре Солнца)                  | |
| Реакция дейтерий-тритий                                                          | 337 000 000                                 | 93 686 000 000                               |                                             | |
| Уран-235, используемый в ядерном оружии                                          | 88 250 000                                  | 24 533 500 000                               | 1 681 000 000                               | |
| Природный уран (99,3 % U-238, 0,7 % U-235) в реакторе на быстрых нейтронах       | 86 000 000                                  | 23 908 000 000                               |                                             | [50 %] |
| Тепловая энергия от α-распада плутония-238                                       | 2 200 000                                   | 611 600 000                                  | 43 648 000                                  | |
| Кинетическая энергия спутника Земли на низкой орбите                             | 33                                          | 9 167                                        |                                             | |
| Дизельное топливо в мощной дизельной электростанции (без учёта массы генератора) | 20,1                                        | 5 583                                        |                                             | 47 % |
| Бензин (без учёта массы генератора)                                              | 8,1—10,5                                    | 2250—2917                                    |                                             | 19—24 % |
| Супермаховик                                                                     | 1,8                                         | 500                                          |                                             | 98% |
| Теплоёмкость воды (на 1 градус)                                                  | 0,0042                                      | 1,167                                        | 0,0042                                      | 45% |
| Генератор на водородном топливном элементе, без учёта массы конструкции          | 12                                          | 3000                                         |                                             | |
| Серебряно-цинковый аккумулятор                                                   | 0,47                                        | 130,6                                        | 1,8                                         | |
| Литий-ионный аккумулятор                                                         | 0,46—0,72                                   | 128—200                                      | 2                                           | |
| Ni-MH-аккумулятор формата AA ёмкостью 2000 мА·ч                                  | 0,33                                        | 92                                           | 1,24                                        | |
| Тяговый свинцово-кислотный аккумулятор                                           | 0,17                                        | 47                                           |                                             | |
| Пусковой свинцово-кислотный аккумулятор                                          | 0,1368                                      | 38                                           | 0,337                                       | |
| Сжатый воздух                                                                    | 0,07-0,18                                   |                                              |                                             | 60% |
| Накопители на сверхпроводящих магнитах                                           |                                             |                                              | 0,1                                         | |
| Ионистор                                                                         | 0,03                                        | 6,17                                         | 0,032 (MAXWELL K2)                          | |
| Керамический конденсатор                                                         |                                             |                                              | 0,003                                       | |
| Электролитический конденсатор                                                    | 0,000 639                                   | 0,1775                                       | 0,00083                                     | |
| Плёночный конденсатор                                                            | 0,000 180                                   | 0,05                                         | 0,0025 (maxwell CM-3)                       | |
| Гравитационный аккумулятор (груз 1 кг на высоте 1 м)                             | 0,000 009 8                                 | 0,0027                                       | 0,0001 для свинца                           | |
| Взведенная часовая пружина                                                       | 0,0003                                      | 0,083                                        | 0,0006                                      | |
| Название                                                                         | Плотность энергии на единицу массы (МДж/кг) | Плотность энергии на единицу массы (Вт⋅ч/кг) | Плотность энергии на единицу объёма (МДж/л) | Практическая эффективность использования % |